# Грабовский (хутор)
Грабовский — хутор в Зимовниковском районе Ростовской области.
Входит в состав Кировского сельского поселения.
Основан в 1877 году как калмыцкая станица Граббевская

## История
Основан в 1877 году как станица Граббевская (преобразована из казачьей Цевднякинской сотни). До своего переименования в станицу Граббевскую поселение Цевднякинского аймака называлось 1-й, Харьковской, сотней Верхнего улуса Калмыцкого округа Области войска Донского. С 1891 года, калмыцкие поселения были приравнены к казачьим станицам и стали оседлыми. Во главе станичного совета стоял выборный атаман и два его помощника. Станицы превратились в административно-хозяйственные центры аймака, вокруг которых располагались хутора. В 1891 году в состав станицы Граббевской входили хутора Худжурта, Пандя, Гашун, Старохурульный («Хуучн хурл»), Безымянный. Кроме того, на арендованных участках станичных земель возникли хутора русских поселенцев Сявдя (или Сухая Сявдя), Верхне-Поверенный, Нижне-Поверенный, Кренделевский.
К началу 1900-х годов станица Граббевская являлась экономическим и культурным центром всего Цевднякинского аймака. Здесь находились станичное правление, судебное учреждение, почта, кооперативное потребительское общество, казармы, склады для военного обмундирования, тюрьма, баня, школа, торговые лавки и другие учреждения. Население самой станицы было смешанное, калмыцко-русское. Согласно данным первой Всероссийской переписи населения в 1897 году в станице Граббевской проживало 266 душ мужского и 245 женского пола, а также 30 душ мужского пола при местном хуруле. Всего в юрте станицы проживало 2121 мужчин и 1964 женщины. Согласно Алфавитному списку населённых мест области войска Донского 1915 года издания в станице насчитывалось 182 двора, в которых проживало 350 душ мужского и 345 женского пола.
В 1920—1930 годы в результате переселенческих мероприятий властей население станицы оказалось разделенным на несколько поселений в пределах Ростовской области и Калмыцкой АССР: сохранилась станица Граббевская (старая) в Ремонтненском районе, была образована станица Граббевская (новая) в Калмыцком районе, село Колесово в Заветинском районе Ростовской области; село Теегин Нур (Будульчинеры, Бутово) в Яшалтинском районе, село Шуста в Западном районе Калмыцкой АССР. По переписи населения 1926 года, в старой станице Граббевской проживала 51 семья (211 человек). В 1931 году в Калмыцкий район были переселены граббевцы, не переехавшие в Калмыцкую АССР. Новая станица располагалась на берегу реки Куберле, между станицей Иловайской и хутором Зюнгар, в 4-х—5-ти километрах от районного центра. В отличие от старой станицы она стала называться станицей Ново-Граббевской.
Оставшееся поселение было преобразовано в хутор Грабовский.                                В станице родились главный библиограф  КИГИ РАН Прасковья Алексеева, ученый-монголовед Церен-Дорджи Номинханов

## География
Хутор расположен на востоке Зимовниковского района в пределах Ергенинской возвышенности (Сальско-Манычская гряда), являющейся частью Восточно-Европейской равнины, у балки Мокрая Савдя, на высоте около 130 м над уровнем моря. Рельеф местности — холмисто-равнинный.
По автомобильной дороге расстояние до Ростова-на-Дону составляет 370 км, до ближайшего города Элиста Республики Калмыкия — 120 км, до районного центра посёлка Зимовники — 74 км, до административного центра сельского поселения хутора Хуторской — 33 км. К хутору имеется подъезд от региональной автодороги Зимовники — Ремонтное — Элиста (7 км).
На хуторе имеется одна улица: Лиманная.
Часовой пояс
Грабовский, как и вся Ростовская область, находится в часовой зоне МСК (московское время). Смещение применяемого времени относительно UTC составляет +3:00.

## Население
Динамика численности населения
| 1897 | 1915 | 1926 | 2002 |
| ---- | ---- | ---- | ---- |
| 541  | 695  | 211  | 64   |

| 2010 |
| ---- |
| 50   |